# Dani Jatom
Generálmajor (v záloze) Dani Jatom (hebrejsky דני יתום, * 15. března 1945 v Netanja v Izraeli) je bývalý izraelský politik za Stranu práce v současnosti podnikatel a předseda Dantov Global Consulting Group. Mimo to byl velitelem Centrálního velitelství Izraelských obranných sil a v letech 1996 až 1998 ředitel Mosadu.

## Biografie
V roce 1963 Jatom vstoupil do speciální jednotky Sajeret Matkal, kterou v roce 1996 opustil ve funkci zastupujícího velitele. V roce 1972 byl jedním ze členů úderného komanda Operace Izotop, které osvobodilo rukojmí z uneseného letu belgické společnosti Sabena číslo 571.
Než se stal ředitelem Mosadu, vykonával krátce funkci velitele náčelníka centrálního velitelství. Jatom byl prvním ředitelem Mosadu, jehož jmenování do funkce bylo oficiálně oznámeno a zároveň bylo zveřejněno i jeho jméno. V letech 1991–1993 působil Dani Jatom jako generál ústředního velení a v letech 1993–1996 jako vojenský tajemník předsedů vlád a ministrů obrany Jicchaka Rabina a Šimona Perese. Post ředitele opustil 24. února 1998. Po odchodu z funkce ředitele Mosadu pracoval jako poradce pro bezpečnostní otázky izraelského ministerského předsedy Ehuda Baraka. V roce 2003 (a opět v roce 2006) byl zvolen do Knesetu za Stranu práce v oblasti bezpečnosti a zahraničí.
Dani Jatom vystudoval střední školu Tchernichovsky v Netanja, je absolventem Hebrejské univerzity v Jeruzalémě v oboru matematiky, fyziky a informatiky. Je ženatý a má pět dětí.

## Vyznamenání
- Medaile Za zásluhy za odhodlání, odvahu v bitvě a statečnost – Izrael